# مثلث متساوی‌الاضلاع
مثلث متساوی‌الاضلاع (به انگلیسی: Equilateral triangle) یا سه‌گوشه همسان‌بَر در هندسه به مثلثی گفته می‌شود که سه ضلع آن برابر باشند. در این مثلث هر سه زاویه داخلی نیز برابرند و اندازه هرکدام ۶۰ درجه است. زوایای خارجی این مثلث نیز برابر بوده و هرکدام ۱۲۰ درجه هستند. همچنین این مثلّث حالت خاصّی از مثلّث‌های متساوی‌الساقین است.

## ویژگی‌ها
با فرضِ اینکه درازای اضلاع مثلث متساوی‌الاضلاع {\displaystyle a\,\!} باشد، خواهیم داشت:
- مساحت: {\displaystyle a^{2}{\frac {\sqrt {3}}{4}}}
- محیط: {\displaystyle P=3a\,\!}
- شعاع دایرهٔ محیطی: {\displaystyle r=a{\frac {\sqrt {3}}{3}}}
- شعاع دایرهٔ محاطی: {\displaystyle r=a{\frac {\sqrt {3}}{6}}}
- و ارتفاع: {\displaystyle a{\frac {\sqrt {3}}{2}}}.

این روابط را می‌توان از قضیه فیثاغورس نتیجه گرفت.
ویژگی‌های هندسی این مثلث به این ترتیب می‌باشد.
1. دارای ۳ خط تقارن است
2. هر سه زاویهٔ آن با هم برابرند، بنابر این دارای ۳ زاویه ۶۰ درجه است.
3. دارای یک مرکز تقارن است.

## رسم مثلث متساوی‌الاضلاع
رسم مثلث متساوی الاضلاع با استفاده از خط‌کش و پرگار به صورت پویانمایی زیر است. 